# مسجد تة باغ لله
مسجد تة باغ لله (بالفارسية: مسجد ته باغ لله) هو مسجد تاريخي يعود إلى عصر القاجاريون، ويقع في كرمان.